# هوگ‌وانک
هوگِوانک (ارمنی: եկեղեցի؛ انگلیسی: Hogevank) یک صومعه متعلق به کلیسای حواری ارمنی واقع در شهر سارناغبیور، استان شیراک ارمنستان می‌باشد. ساخت و ساز این ساختمان در سده ۱۲ام میلادی؛ به پایان رسید. این بنا به سبک معماری ارمنی طراحی شده است.

## نگارخانه

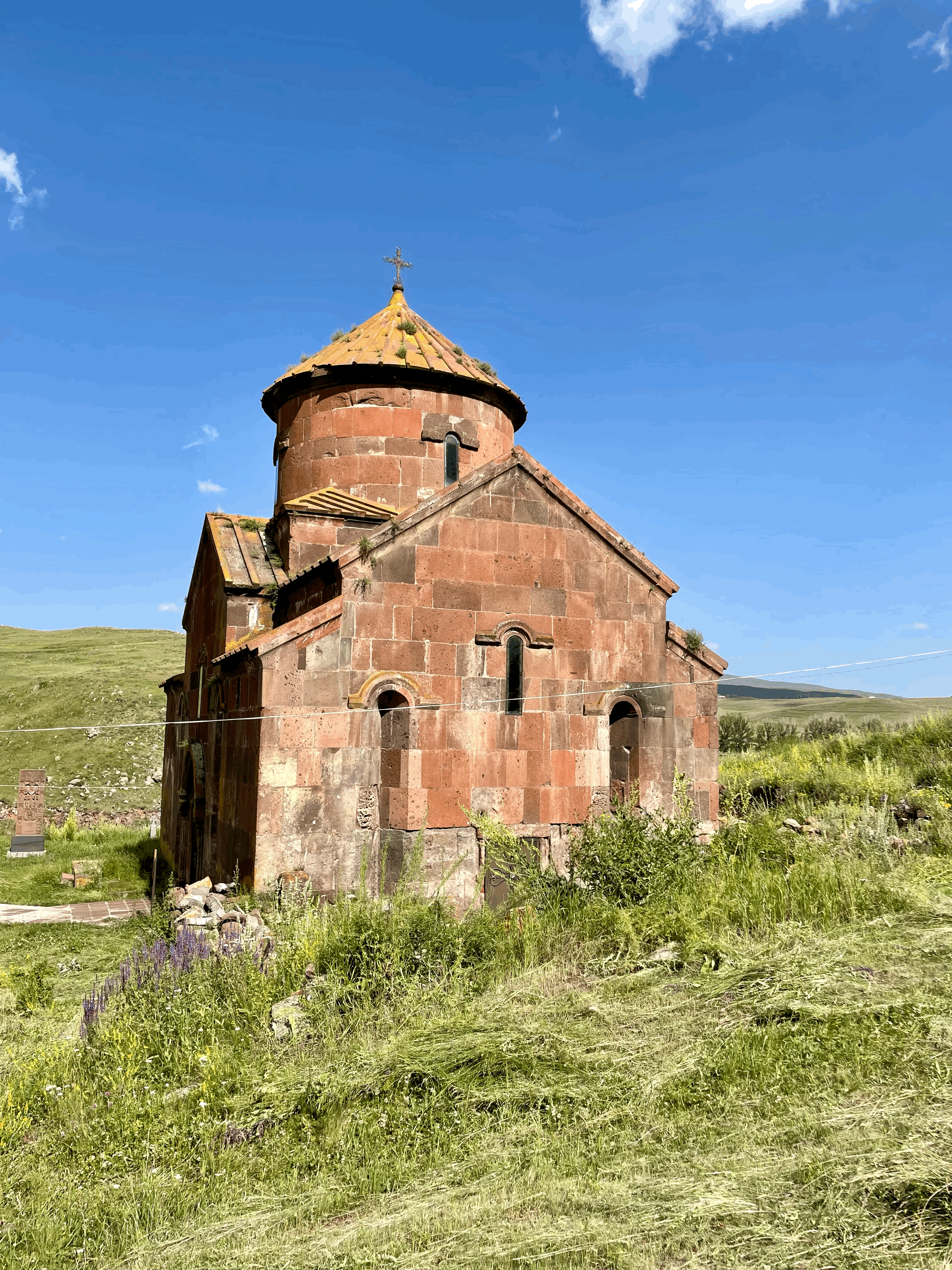
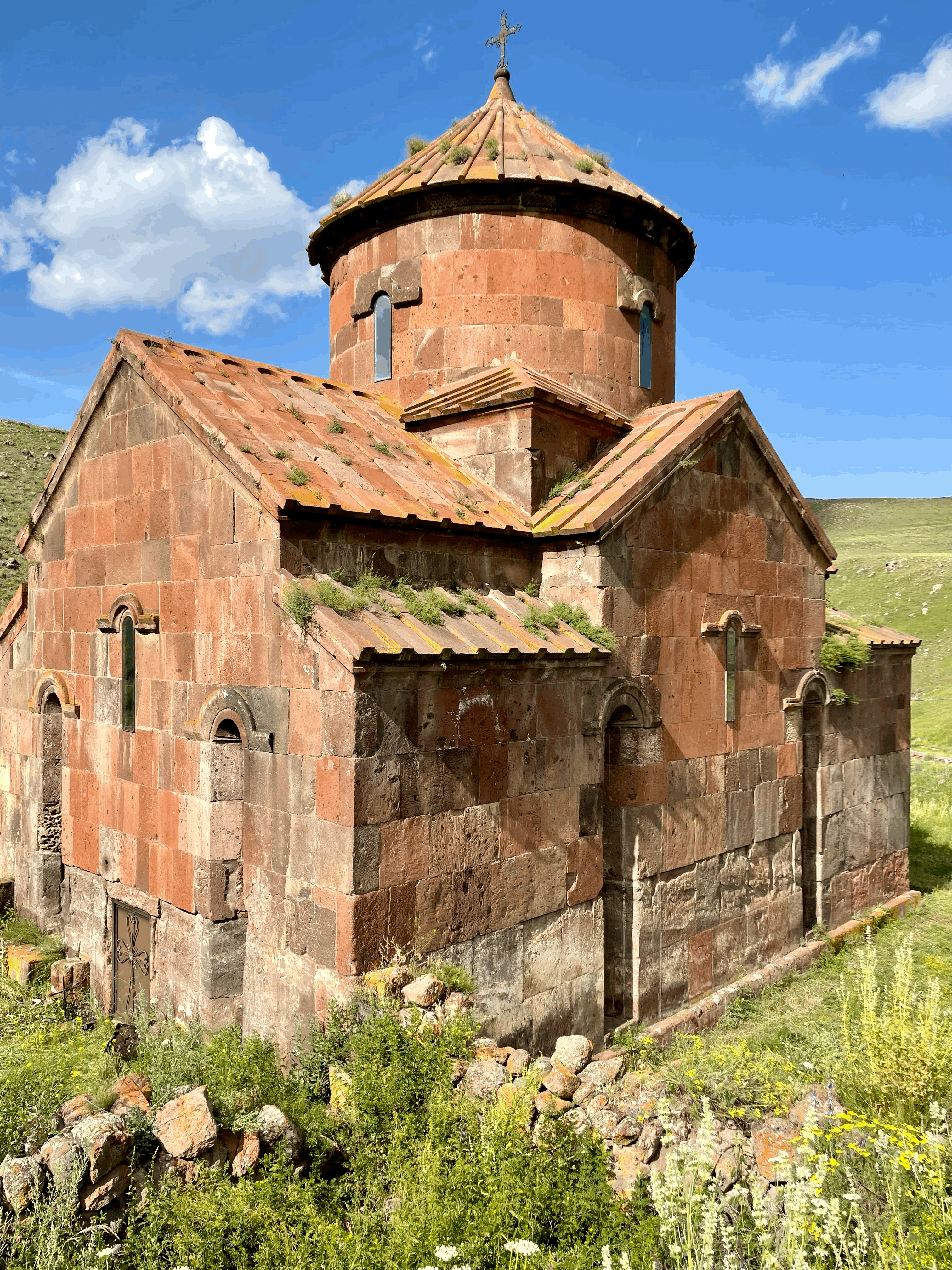
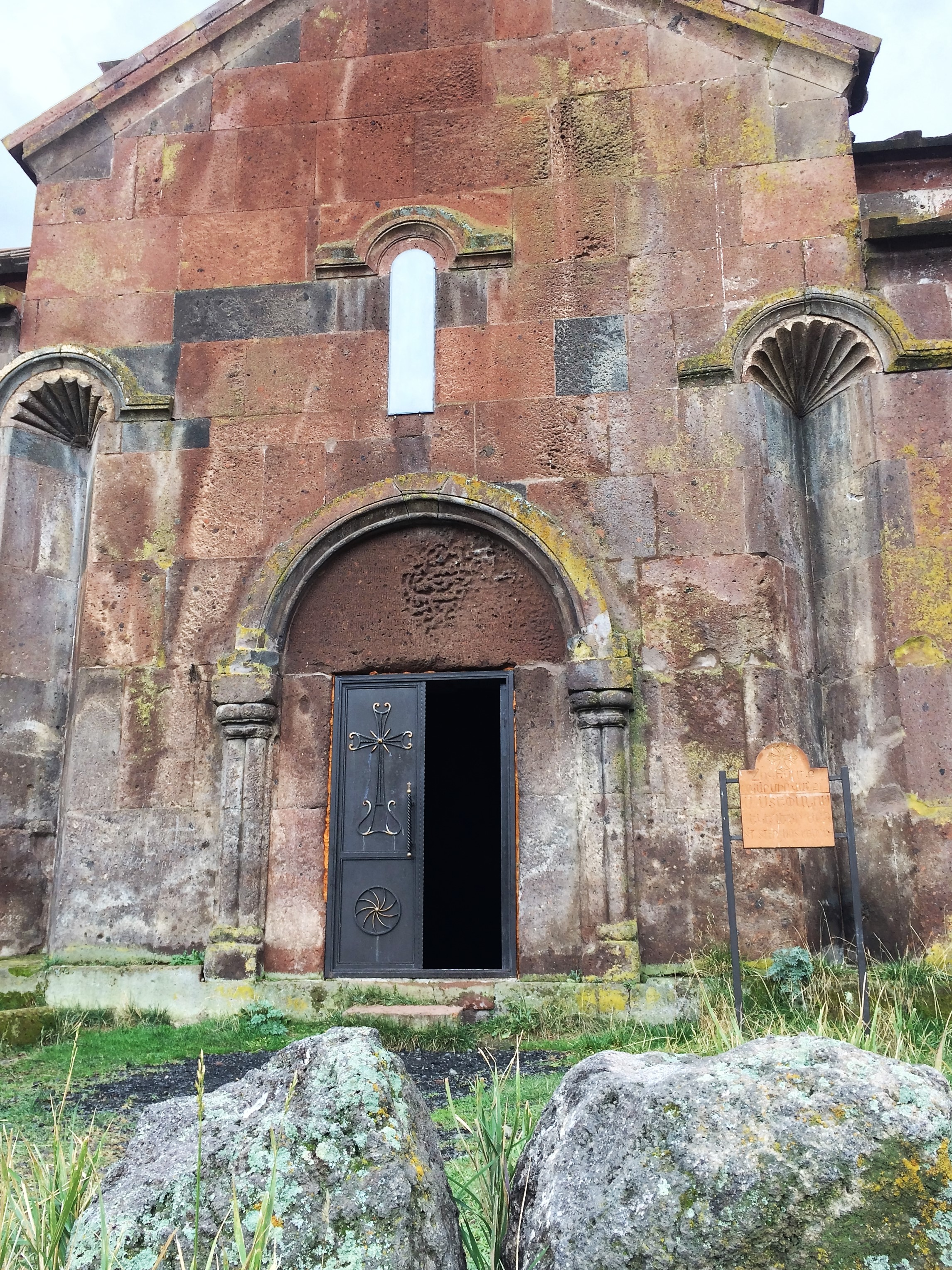
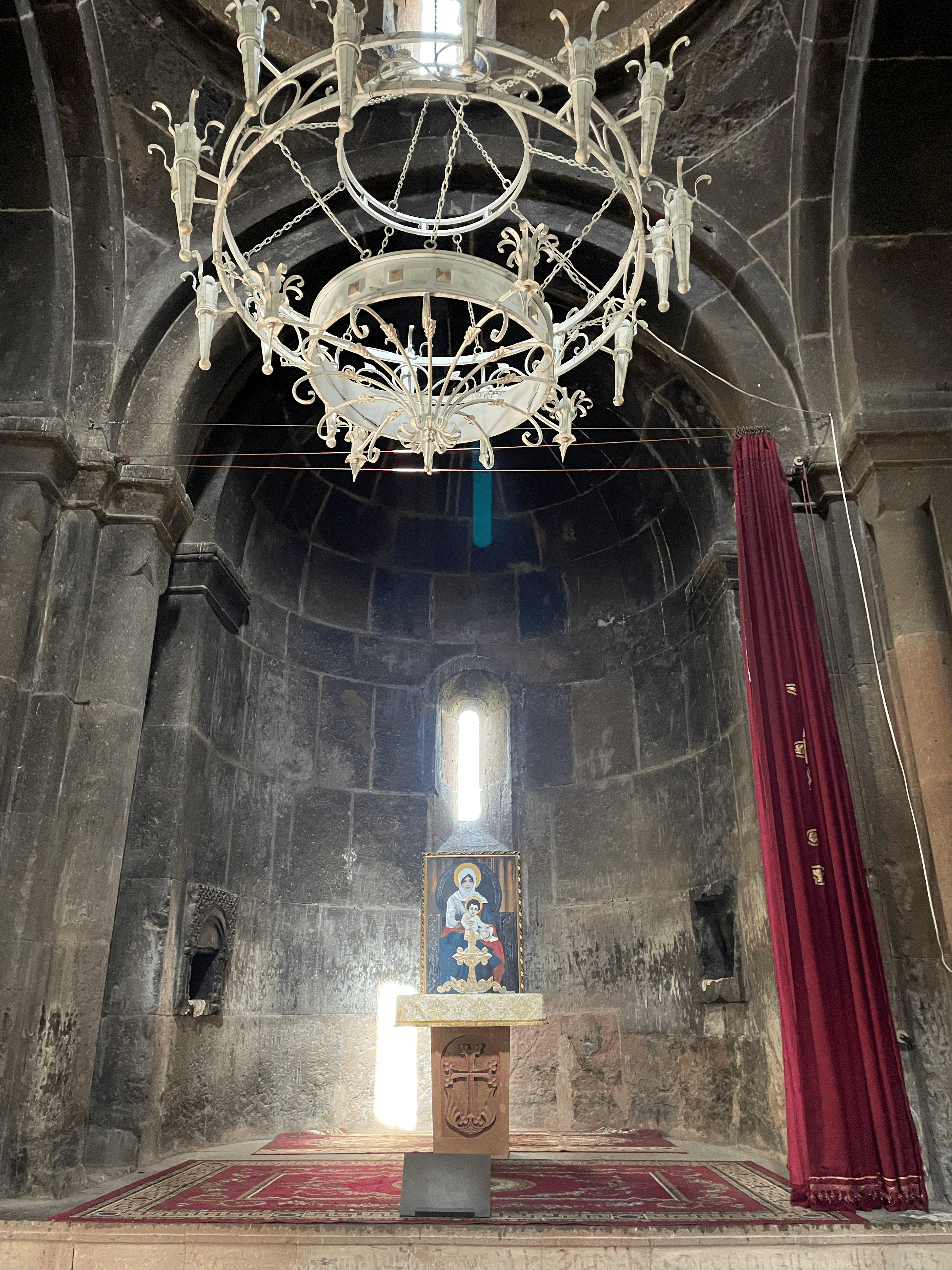
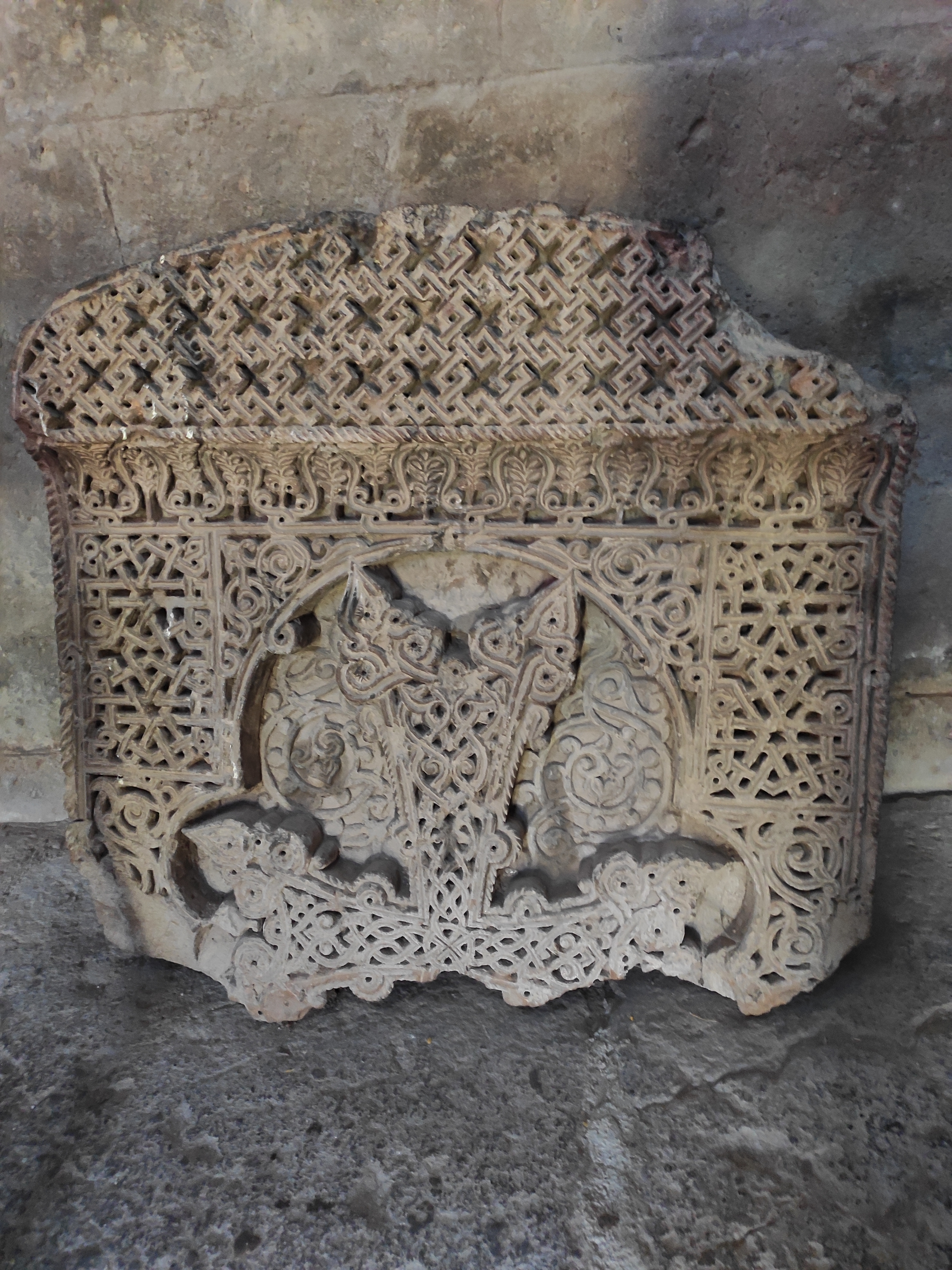
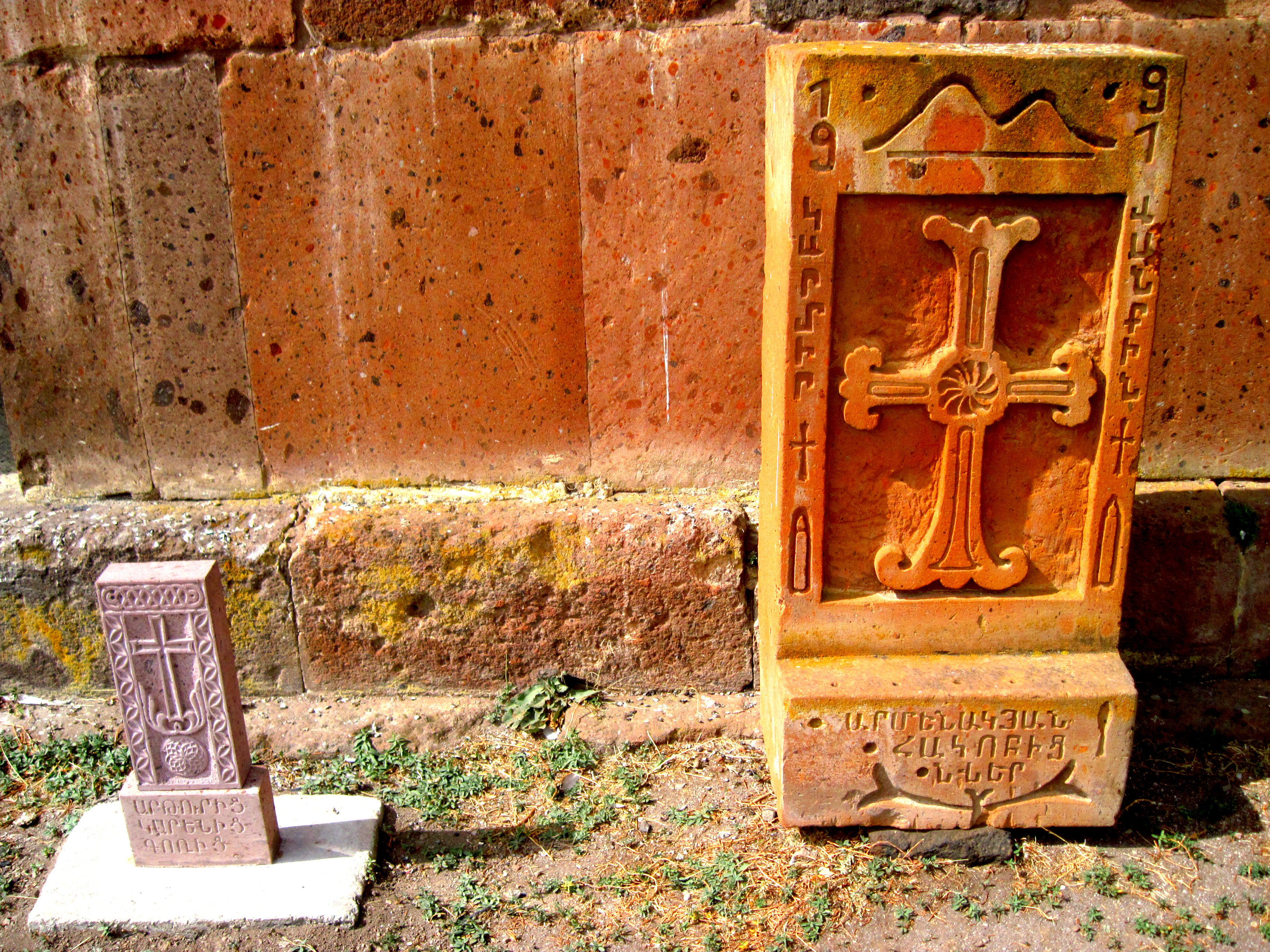